# XF-88 (航空機)
XF-88 ヴードゥー
McDonnell XF-88
- 用途：長距離戦闘機
- 分類：戦闘機
- 製造者：マクドネル
- 運用者：アメリカ空軍
- 初飛行：1948年10月20日
- 生産数：2機
- 運用状況：退役

XF-88はアメリカ合衆国のマクドネルがアメリカ空軍向けに開発していた戦闘機。愛称はヴードゥー  (英語: Voodoo)。試作機のみの製造で量産はされなかったが、F-101の原型となった。

## 概要
1940年代後半に、アメリカ陸軍航空軍は爆撃機を護衛する長距離戦闘機の必要性を認識していた。戦闘機はジェット化の時代になりつつあったが、初期のジェット機は燃料消費率が高く、航続距離が短いという欠点を持っていた。まず、XP-81やXP-83が試作されたが、1944年から1945年にかけて初飛行した。しかし、それらは性能不十分のため、不採用となった。
1946年にアメリカ陸軍航空軍（1947年以降アメリカ空軍）は長距離戦闘機の試作をマクドネルとロッキードに依頼することとなった。これは、「侵攻戦闘機計画 (penetration fighter) 」と呼称され、1,500マイル（2,400km）の行動半径を持ち、限定的ながらも地上攻撃が可能で、15,000ポンド以下の重量の機体という要求であった。なお、行動半径の要求は後に900マイル（1,400km）に引き下げられた。競争試作として、マクドネルはこれに対しXP-88を開発し、ロッキードはXP-90を開発することとなった。
XP-88として1946年6月20日に試作機の発注が行われた。初飛行は1948年10月20日に行われている。なお、名称は1948年6月11日にXF-88に変更されている。胴体内にターボジェットエンジンを2基搭載しており、主翼付け根に空気取り入れ口を持つ。また、排気口を胴体後部に持つ。排気口よりも後にテイルが伸びており、尾翼もその先に付けられている。主翼は低翼配置で、35度の後退角を持っている。キャノピーは涙滴型となっており、武装は機首に20mm機関銃6門を計画していた。
長大な航続距離を求められたために、胴体を中心に燃料容量は2,273Lが確保されており、他に1,325Lの増槽2個を搭載できた。このため、最大航続距離は2,779kmとなっている。エンジンはウエスチングハウス製J34-WE-13（推力：1,452kg）が用いられたが、これは推力不足であり、2号機がXF-88Aとして、1949年6月にアフターバーナー付のJ34-WE-22（推力：2,100kg）に換装された。XF-88は比較試験の結果、ロッキードXF-90よりも優秀と判定されたものの、1950年9月に空軍が侵攻戦闘機計画を中止したために2機の試作に終わり、制式採用はなされなかった。
試作1号機は、機首にアリソンXT-38-A-5ターボプロップエンジン（出力：2,500軸馬力）を搭載し、実験機XF-88Bとなっている。XF-88Bは4翅のプロペラを持っており、高速プロペラ実験機として1953年から1957年にかけて各種試験に用いられた。1956年には混合動力プロペラ機として音速を超えることに成功している。この機体は1958年にスクラップにされた。
XF-88のデザインはF-101戦闘機（1951年より開発開始）の基となり、大まかな機体デザインは同じとなっている。また、愛称のヴードゥーも受け継がれた。

## 要目
- 全長：16.5m
- 全幅：12.9m
- 全高：5.6m
- 自重：5.5t
- エンジン：ウエスチングハウスJ34-WE-22 ターボジェットエンジン2基（推力：2,100kg × 2）
- 乗員：1名
- 武装：M39 20mm機関銃6門（計画）
- 最高速度：1,130km/h
- 航続距離：2,779km